# Kulen
Kulen (pronunciat [kǔlen]) és un tipus d'embotit aromatitzat fet de carn picada de porc que es produeix tradicionalment a Croàcia (Eslavònia) i Sèrbia (Voivodina).
Un festival regional de Kulen se celebra anualment a Bački Petrovac.
Una mena de kulen de Sírmia ha tingut la seva denominació d'origen protegida a Sèrbia per una organització de Šid. També hi ha una varietat local anomenada kulen eslovac feta principalment a Bačka pels eslovacs locals.
Una mena de kulen d'Eslavònia ha tingut la seva denominació d'origen protegida a Croàcia per una organització de Bošnjaci. A algunes parts d'Eslavònia, el kulen s'anomena kulin amb accent ikavià.
El croat Baranya Kulen (Baranjski Kulen) està protegit per l'estatus d'indicació geogràfica (IG) de l'Organització de les Nacions Unides per a l'Agricultura i l'Alimentació.
La carn és baixa en greix, més aviat trencadissa i densa, i el sabor és picant amb el pebre vermell picant que li aporta aroma i color, i l'all per a més sabor. La recepta de kulen original no conté pebre negre; el seu sabor picant prové del pebre vermell.
L'època tradicional de producció de kulen és durant la matança dels porcs que es fa cada tardor a la majoria de les llars. Kulen es cura durant l'hivern; es pot menjar en aquesta època, tot i que encara no està completament sec i curat, amb un gust molt calent, però desenvoluparà tot el seu gust a l'estiu següent. Per produir un kulen sec i més ferm, de vegades es manté enterrat sota les cendres, que actuen com a dessecant. Kulen és un producte de carn estable, amb una vida útil de fins a dos anys quan s'emmagatzema correctament.
La carn s'emboteix i es pressiona en bosses fetes d'intestí de porc, i es forma en llaços que solen tenir uns deu centímetres de diàmetre i fins a tres vegades més llargs, amb un pes al voltant d'un quilogram.
Les peces de kulen es fumen durant diversos mesos, utilitzant certs tipus de fusta. Després de fumar, s'assequen a l'aire durant uns mesos més. Aquest procés pot durar fins a un any. Tot i que és similar a altres procediments d'assecat a l'aire, la carn es fermenta a més de l'assecat a l'aire. El kulen d'alta qualitat de vegades es cobreix fins i tot amb una fina capa de motlle, que li dona una aroma diferent.
Quan la carn de kulen s'introdueix a l'intestí prim, la primor fa que requereixi menys fumat i assecat i, per tant, també triga menys temps a madurar. Aquest tipus d'embotit sovint es coneix com a kulenova seka (literalment la germana de kulen).
Kulen es considera un producte de carn seca d'elaboració nacional de primera qualitat, ja que al mercat de Zagreb fins i tot un kulen de baixa qualitat pot costar molt més que altres tipus d'embotits i és comparable al pernil fumat. Encara que també s'ha produït comercialment a tota l'antiga Iugoslàvia des de la Segona Guerra Mundial, el procés industrial de producció és significativament diferent, donant lloc a grans diferències d'aspecte i aroma, tot i que és barat en comparació amb el kulen genuí. No obstant això, un festival anual de "Kulenijada" se celebra a moltes ciutats croates i sèrbies per honrar la història i els grans mestres regionals de l'elaboració de kulen.